# Шестаковское сельское поселение (Кировская область)
Шестаковское сельское поселение — муниципальное образование в составе Слободского района Кировской области России.
Центр — село Шестаково.

## История
Шестаковское сельское поселение образовано 1 января 2006 года согласно Закону Кировской области от 07.12.2004 № 284-ЗО.
30 апреля 2009 года законом Кировской области № 369-ЗО в состав поселения вошло Лекомское сельское поселение.

## Население
| 2010  | 2012  | 2013  | 2014  | 2015  | 2016  | 2017  |
| ----- | ----- | ----- | ----- | ----- | ----- | ----- |
| 1884  | ↘1856 | ↘1807 | ↘1759 | ↘1690 | ↘1656 | ↘1655 |
| 2018  | 2019  | 2020  | 2021  |       |       |       |
| ↘1606 | ↘1555 | ↘1526 | ↗1589 |       |       |       |

## Состав
В состав поселения входят 41 населённый пункт (население, 2010):
| - село Шестаково — 924 чел.; - деревня Абросимовцы — 1 чел.; - деревня Белая Гора — 50 чел.; - деревня Бережане — 0 чел.; - деревня Бочелягино — 0 чел.; - деревня Верстаковщина — 0 чел.; - деревня Залесье — 94 чел.; - деревня Илюшинцы — 0 чел.; - деревня Калининская — 1 чел.; - деревня Клюкино — 4 чел.; - деревня Князевы — 1 чел.; - деревня Коковино — 1 чел.; - деревня Колодкины — 10 чел.; - деревня Копысы — 0 чел.; | - деревня Кулига — 9 чел.; - село Лекма — 341 чел.; - посёлок Летский рейд — 185 чел.; - деревня Лопари — 19 чел.; - деревня Лутошкино — 0 чел.; - деревня Митинцы — 7 чел.; - деревня Мишкины — 1 чел.; - деревня Мяконьки — 23 чел.; - деревня Петровцы — 9 чел.; - деревня Пискуны — 0 чел.; - деревня Попляхи — 0 чел.; - деревня Пронинцы — 6 чел.; - деревня Пушкари — 13 чел.; - деревня Пыреги — 2 чел.; | - деревня Рябины — 0 чел.; - деревня Савинцы — 0 чел.; - деревня Селиверстовцы — 0 чел.; - деревня Сидоры — 0 чел.; - деревня Солдаткинцы — 4 чел.; - деревня Татауровцы — 0 чел.; - деревня Титихинцы — 1 чел.; - деревня Тороповщина — 22 чел.; - деревня Фаришонки — 122 чел.; - деревня Черная Гора — 23 чел.; - деревня Чернопенье — 0 чел.; - деревня Чижи — 4 чел.; - деревня Чирки — 7 чел. |